# Syzeuctus fuscicornis
Syzeuctus fuscicornis är en stekelart som först beskrevs av Cameron 1906.  Syzeuctus fuscicornis ingår i släktet Syzeuctus och familjen brokparasitsteklar. Inga underarter finns listade i Catalogue of Life.